# Hiisi
Na mitologia finlandesa, Hiisi pode significar um espírito mau, um espírito protetor ou um lugar sagrado.
A variedade de significados provém da introdução do cristianismo em tal cultura.